# Ahmed Tevfik Pascià
Ahmet Tevfik, noto come Ahmet Tevfik Okday dal nome della legge sul cognome turco del 1934, (in turco ottomano: اممد توفیق پاشا; Costantinopoli, 11 febbraio 1845 – Istanbul, 8 ottobre 1936) è stato un politico ottomano di origine tatara di Crimea.
Fu l'ultimo Gran Visir dell'Impero ottomano.
Ricevette l'incarico per tre volte, il primo nel 1909 sotto Abdul Hamid II, e dal 1918 al 1919 e dal 1920 al 1922 sotto Mehmed VI, durante l'occupazione alleata di Istanbul. Oltre che Gran Visir, fu anche un diplomatico, membro del Senato ottomano e il Ministro degli Affari Esteri.

## Biografia
Nacque nel 1845 a Costantinopoli. Suo padre, Ferik Ismail Pascià, era un tataro di Crimea discendente dalla dinastia Giray. Dopo essere diventato ufficiale inferiore, lasciò la carriera militare per entrare nell'apparato governativo. Dopo il 1872 ha ricoperto vari incarichi, tra cui quello di ministero degli Esteri. Dopo aver servito come ambasciatore a Roma, Vienna, San Pietroburgo e Atene, prestò servizio, dal 1885 al 1895, come incaricato d'affari ottomano e ambasciatore in Germania a Berlino. Dopo essere tornato a Istanbul, dal 1899 al 1909 ricoprì l'incarico di Ministro degli Affari Esteri (Turco: Hariciye Nazırı). Nel 1908, dopo la proclamazione della Seconda Era Costituzionale fu nominato ad un seggio nel riattivato Senato dell'Impero ottomano (Turco: Ayan Meclisi), la camera alta del parlamento, nell'Assemblea Generale.
Mentre prestava servizio come incaricato d'affari ad Atene, incontrò e sposò la svizzera Elisabeth Tschumi, governante dei figli di un altro diplomatico. Insieme ebbero cinque figli.

### Primo mandato come Gran Visir
Il primo mandato come gran visir fu uno dei risultati diretti del fallito incidente controrivoluzionario del 13 aprile 1909. Quando gli assolutisti dichiararono il contrattacco, chiesero e ricevettero le dimissioni del precedente gran visir, Hüseyin Hilmi Pascià. Anche se il loro sostituto preferito non era Ahmet Tevfik Pascià, la sua nomina soddisfaceva almeno le loro richieste. Ahmet Tevfik Pascià, che aveva assunto l'incarico a malincuore su sollecitazione del sultano pro-assolutista Abdul Hamid II, formò un governo composto per lo più da membri apartitici e neutrali e prese provvedimenti per sedare le violenze iniziate a Istanbul e ad Adana. L'Hareket Ordusu, in italiano, Esercito d'Azione, entrò a Istanbul ripristinando il governo costituzionale con la deposizione di Abdul Hamid. In quel frangente, Ahmet Tevfik Pascià si dimise, consentendo a Hüseyin Hilmi Pascià di ritornare nella carica di gran visir.

### Secondo mandato come Gran Visir
Dopo la prima guerra mondiale e le dimissioni di Ahmed Izzet Pascià, l'11 novembre 1918, Ahmet Tevfik Pascià fu nuovamente nominato gran visir. Due giorni dopo l'inizio del suo mandato, gli Alleati occuparono Costantinopoli. Contemporaneamente esercitarono pressioni sul sultano Mehmet VI affinché sciogliesse il parlamento il 21 dicembre 1918. Tentò di formare nuovamente un governo il 12 gennaio 1919, ma, dopo che gli invasori lo costrinsero a scioglierlo ancora, una volta, si dimise da Gran Visir il 3 marzo 1919.

### Conferenza di pace di Parigi
Dopo il suo secondo mandato come gran visir, divenne il capo del Senato dell'Impero ottomano, che, nel frattempo, non era ancora stato sciolto, a differenza della camera bassa. Fu quindi presidente della delegazione ottomana alla Conferenza di pace di Parigi. La delegazione di Ahmet Tevfik Pascià rifiutò i pesanti termini pesanti del trattato proposto, ma un'altra delegazione inviata dal Gran Visir Damat Ferid Pascià accettò i termini firmando il Trattato di Sèvres.

### Terzo mandato come Gran Visir
Il 21 ottobre 1920 fu nuovamente nominato Gran Visir, sostituendo Damat Ferit Pascià. Nel frattempo, il Movimento Nazionale Turco aveva istituito un altro governo ad Ankara, proclamandosi l'unico governo della nazione e rifiutando il sultanato. In occasione della Conferenza di Londra del 1921, Ahmet Tevfik Pascià chiese al MNT di formare un governo di unità nazionale. Tuttavia, il leader di Ankara, Mustafa Kemal, rifiutò l'offerta e i due governi inviarono delegazioni separate alla conferenza, con lo stesso Ahmet Tevfik Pasha alla guida della delegazione di Istanbul e Bekir Sami Kunduh alla guida della delegazione di Ankara. Tuttavia, una volta arrivato a Londra, Ahmet Tevfik Pascià, con una mossa sorprendente, proclamò che il governo di Ankara era davvero l'unico governo legittimo della Turchia e permise a Bekir Sami di essere l'unico rappresentante alla conferenza.
Il 1º novembre 1922, dopo l'abolizione del sultanato ottomano, Ahmet Tevfik Pascià incontrò il suo governo rassegnando le sue dimissioni tre giorni dopo.

### Ultimi anni e morte
Dopo la legge sul cognome del 1934, Ahmet Twvfik adottò il cognome "Okday". Morì l'8 ottobre 1936 a Istanbul e fu sepolto nel cimitero dei martiri di Edirnekapı. La sua biografia, scritta da suo nipote Şefik Meetu Okday, venne pubblicata nel 1986 con il titolo: "Mio nonno, l'ultimo Gran Visir, Ahmet Tevfik Pascià" (in turco: Büyükbabam Son Sadrazam Ahmet Tevfik Paşa).